# Джеймс Рамсей Макдональд
Джеймс Рамсей (Ремзі) Макдональд (англ. James Ramsay MacDonald; 12 жовтня 1866, Лоссімут, Шотландія — 9 листопада 1937) — британський політичний і державний діяч, тричі займав пост прем'єр-міністра Великої Британії у 1924, 1929—1931 та 1931—1935 роках (у 1931 році подав у відставку з посту глави кабінету лейбористів й того самого дня був призначений главою коаліційного уряду). Один з лідерів та засновників Лейбористської партії. У роки Великої депресії (1931—1935) сформував коаліційний уряд з консерваторами, віддавши останнім більшість місць у кабінеті, за що його було виключено з Лейбористської партії.

## Біографія
Макдональд був незаконнонародженою дитиною. Народився у Лоссімуті в Шотландії. Закінчив початкову, а потім і середню школу. У своїй же середній школі він згодом деякий час працював вчителем. У 1885 році Макдональд став членом Соціал-демократичної федерації. У 1886 році переїхав до Лондона, де став рахівником. 13 листопада 1887 року Макдональд став очевидцем «Кривавої неділі», після чого виступив у ЗМІ з памфлетом. Деякий час Макдональд також цікавився шотландською політикою у середовищі шотландців у Лондоні й виступав на підтримку гомруля для Шотландії. Одночасно Макдональд здобував вечірню освіту у (Birkbeck Literary and Scientific Institution), однак незадовго до іспитів йому довелось відмовитись від здобуття освіти через нервове виснаження.
У 1892 році Макдональд став секретарем торгівця чаєм Томаса Лоу, якого невдовзі було обрано до Палати громад від Ліберальної партії. Невдовзі, однак, Макдональд залишив Лоу та приєднався до Лейбористської передвиборчої асоціації. Також він став членом Фабіанського товариства. У 1894 році Макдональд вступив до Незалежної лейбористської партії та невдовзі став одним з її керівників. На виборах 1895 і 1900 років Макдональд двічі зазнав поразки. У 1900 році він зайняв посаду секретаря Комітету робітничого представництва, якому вдалось провести до палати громад двох своїх депутатів. У 1906 році, коли КРП об'єднався з кількома дрібнішими організаціями у Лейбористську партію, Макдональда було обрано до палати громад.
У 1911 році Макдональд став формальним головою Лейбористської партії, але займав цей пост недовго. 5 серпня 1914 року, невдовзі після початку Першої світової війни й наступного дня після вступу Великої Британії до війни, пацифіст Макдональд поступився своїм місцем Артуру Гендерсону. Макдональд за час війни втратив колишню популярність, й у 1918 році навіть не був переобраний до палати громад від свого округу. На надзвичайно успішних для лейбористів виборах 1922 року (кількість відданих за кандидатів партії голосів зросла майже вдвічі, а кількість місць у палаті — майже втричі) Макдональд був обраний від одного з промислових округів Уельсу. Того самого року Макдональд став повноправним лідером лейбористів та вів їх на дострокових виборах 1923 року. На них партія ще більше посилила свої позиції та вперше в історії отримала можливість сформувати уряд. 22 січня 1924 року Макдональд став першим лейбористом-прем'єр-міністром Великої Британії.

### На посаді голови уряду
Хоча лейбористи не мали більшості у палаті громад, саме вони зайняли міністерські пости. Сам Макдональд додатково узяв портфель міністра закордонних справ, оскільки вбачав одним з найважливіших завдань свого прем'єрства врегулювання наслідків Першої світової війни у Європі.
Під керівництвом Макдональда було остаточно встановлено порядок виплати Німеччиною репарацій країнам-переможницям. У серпні 1924 року в Лондоні відбулась конференція, на якій було започатковано план Дауеса. Макдональд також відіграв важливу роль у врегулюванні Рурського конфлікту, пов'язаного з окупацією Рурської області Францією та Бельгією. Окрім того, його уряд визнав СРСР — відповідну ноту було надіслано вже 1 лютого 1924 року. У галузі внутрішньої політики важливим досягненням лейбористів стало прийняття закону про заохочення будівництва місцевою владою житла для низькокваліфікованих працівників, завдяки чому у Великій Британії було покращено становищем із житлом.
Уряд Макдональда був змушений піти у відставку через звинувачення у покровительстві лівим радикалам, які поширились після справи Кемпбелла. Ліберали й консерватори, які об'єднались проти лейбористів, мали більшу кількість місць у палаті громад, що призвело до неможливості подальшого функціонування уряду. Окрім того, 25 жовтня (за 4 дні до виборів) у ЗМІ з'явився «Лист Зинов'єва» (як було встановлено пізніше, він був фальсифікацією), в якому містився заклик до ведення підривної роботи в армії та флоті. Лист став одним з важливих факторів зменшення парламентської фракції лейбористів зі 191 місця до 151 на дострокових виборах 29 жовтня й формування консервативного уряду Стенлі Болдвіна. У той самий час, за лейбористів на цих виборах було подано на мільйон голосів більше, але через наявність у країні мажоритарної виборчої системи це збільшення не принесло лейбористам жодної вигоди.
Головним досягненням першого уряду Макдональда стало усвідомлення британцями того, що лейбористи не мають наміру вести радикальні перетворення, а готові діяти заради спільного блага. У той самий час, сковані недостатньою підтримкою населення й нестачею місць у палаті громад, лейбористи не змогли здійснити багато з того, що вони декларували раніше — зокрема, не були проведені широка націоналізація та програма суспільних робіт.